# Rugby à XIII en république démocratique du Congo
Ne doit pas être confondu avec Rugby à XV en république démocratique du Congo.
Le rugby à XIII est un sport pratiqué en république démocratique du Congo  depuis le milieu des années 2010 .
Au regard de l'histoire du rugby à XIII, dont on considère 1895 comme l'année de naissance, il s'agit donc d'un sport introduit tardivement dans ce pays. Contrairement au rugby à XV, il n'est pas la survivance d'un passé colonial.
La république démocratique du Congo est donc considérée comme une  « nation émergente » (emerging nation en anglais) par les instances internationales de ce sport. Celles-ci accordent au pays le statut d'observateur en 2018.
Le développement du rugby à XIII s'inscrit donc dans une politique de développement du rugby à XIII en Afrique, une politique spécifique épaulée par des initiatives privées.   
Principalement basé dans la province du sud Kivu, il ambitionne à sa création de s'étendre à la capitale, Kinshasa, pour ensuite rayonner dans le tout le pays.  

## Histoire
C'est en fait en visionnant un match de rugby à XIII lors d'un déplacement professionnel au Burundi, que les pionniers du rugby à XIII congolais ont eu l'idée d'introduire ce sport dans leur pays en 2015. 
De retour dans leur pays, ils se rendent compte que seul le rugby à XV y est pratiqué. Convaincu pourtant de l’intérêt de ce sport, ils entreprennent de l’apprendre à un nombre croissant de jeunes congolais. Leur effort aboutira à la création d'un réservoir de 96 joueurs basé à Uvira. 

Les difficultés sont nombreuses mais les treizistes congolais obtiennent le soutien de personnalités telles que l’ancien joueur australien  Tas Baitieri et Jean du Christ Rusiga, de la fédération voisine du Burundi. Ils bénéficient également d'un certain soutien du ministère des sports congolais et de facilités auprès des écoles qui leur laissent, notamment, des terrains à disposition.
| \| Kivu Uvira Bukavu \| Foyers de développement du rugby à XIII en RDC |
| Kivu Uvira Bukavu                                                      |

## Fédération congolaise de rugby à XIII
Il y a une forte volonté de créer une fédération spécifique de rugby à XIII dès la fin de 2018, et le projet aboutit avec la création de la Congo Rugby League (ligue de rugby à XIII du Congo). 
Le premier président de son histoire en est Arsène Kajibwami, son responsable de la communication,  Kiza Deogratias. 
A sa création, celle-ci est basée au Sud-Kivu précisément à Uvira, à l'Est de la République, près de la frontière avec le Burundi.
Huit équipes lui sont affiliées dont une à Bukavu.  Mais, et ce qui est fondamental pour une organisation sportive, elle est reconnue par le ministère des sports congolais.
A côté de ses objectifs classiques de jeune fédération africaine,  à savoir développer un championnat et participer à l'équivalent de la Coupe d'Afrique des nations en rugby à XIII, la fédération annonce  également vouloir « aider les jeunes à lutter contre la malnutrition et le VIH/SIDA ».

## Championnat
Le premier championnat masculin débute à la fin de 2018 , il réunit sept équipes : Le RL Colombe, le RL Cœur de Lion,  le RL  Baleine, le RL Le Coq, le RL Tigre, le RL les Aigles et le RL Abeilles. 
Le match inaugural oppose le RL Colombe au RL Cœur de Lion, le premier battant le second sur le score de 14 à 6.

## Matchs internationaux
Le pays ne possède pas encore, fin des années 2010, d'équipe nationale.   
En revanche, il fournit un contingent de joueurs pour l'équipe régionale Africa United qui dispute le championnat des nations émergentes de 2018, comme le pilier Valere Moise .    

## Médiatisation
Celle-ci est modeste , mais est assurée par la radio « Le Messager du Peuple », la radio-télévision nationale « RTNC » et « Lukula » .